# 비날론선
비날론선은 조선민주주의인민공화국 함경남도에 있는 함흥조차장역과 흥남역을 연결하는 철도 노선이다. 노선명은 섬유의 일종인 비날론에서 따 왔다.

## 노선 정보
- 노선거리: 함흥조차장 ~ 흥남 사이 ?km
- 역수: 최소 4 (양단역 포함)
- 궤간: 1435mm
- 전철화 구간: 전선(직류 3000V)
- 복선 구간: 없음

## 연혁
- 해방 이후: 개통
- 2008년 12월: 함흥조차장~비날론 간 전철화 완공[2]

## 역 목록
| 역명       | 로마자 역명         | 한자 역명  | 접속 노선 | 역간 거리 | 영업 거리 | 소재지   | 소재지 |
| ---------- | ------------------- | ---------- | --------- | --------- | --------- | -------- | ------ |
| 함흥조차장 | Hamhŭng Choch'ajang | 咸興操車場 | 평라선    | 0.0       | 0.0       | 함경남도 | 함흥시 |
| 비날론     | Pinallon            | 비날론     |           |           |           | 함경남도 | 함흥시 |
| 흥덕       | Hŭngdŏk             | 興德       |           |           |           | 함경남도 | 함흥시 |
| 흥남       | Hŭngnam             | 興南       | 평라선    |           |           | 함경남도 | 함흥시 |